# 梅克倫堡的伊莉莎白·索菲
梅克倫堡的伊莉莎白·索菲（德語：Sophie Elisabeth zu Mecklenburg，1613年8月20日—1676年7月12日），沃爾芬比特爾親王妃，梅克倫堡-居斯特羅公爵約翰·阿爾布雷希特二世的女兒。

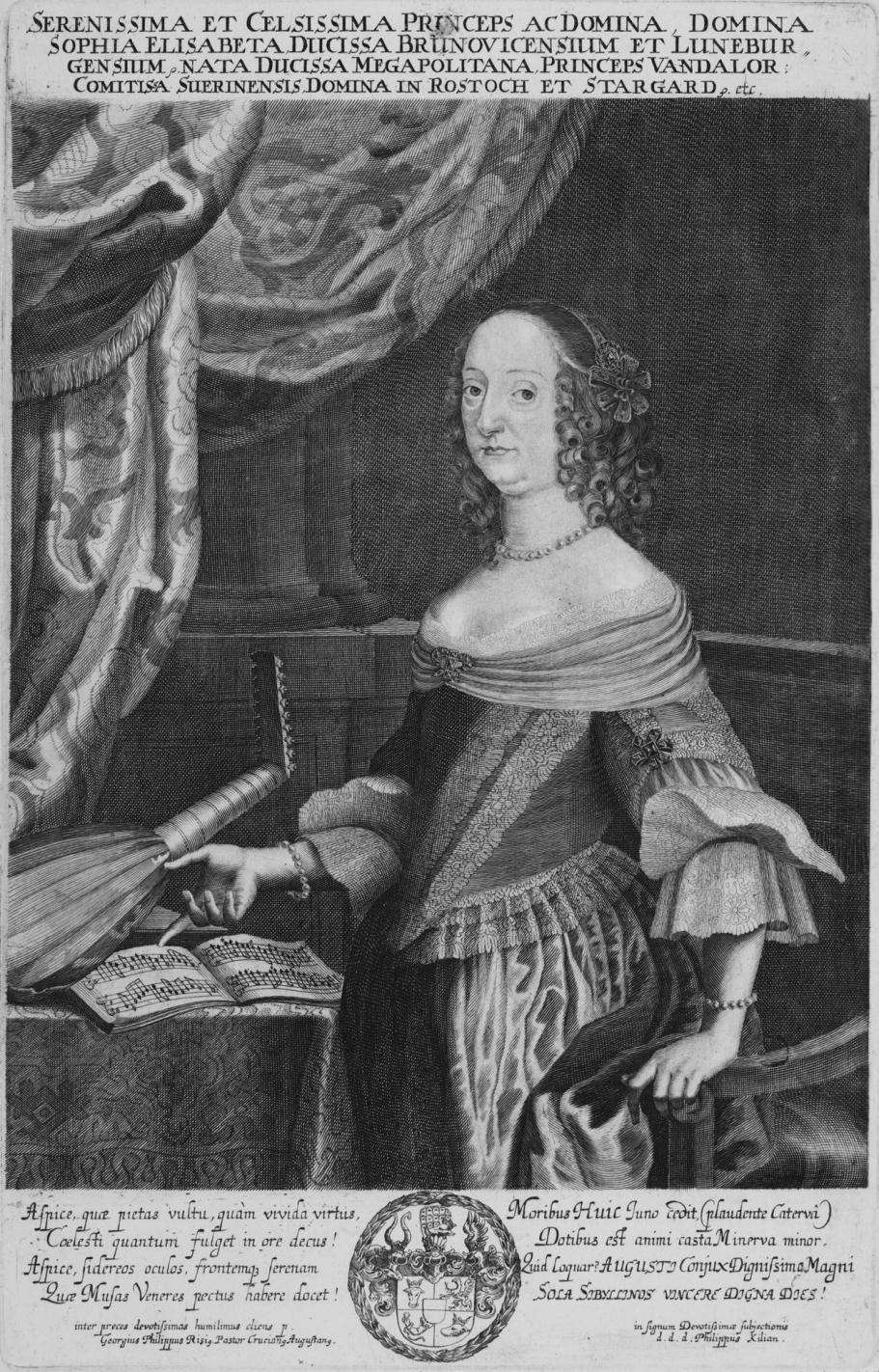
梅克倫堡的伊莉莎白·索菲

## 家庭
1635年，伊莉莎白·索菲與奧古斯特二世結婚，兩人共有1子1女：
1. 斐迪南·阿爾布雷希特（1636年—1687年）
2. 瑪麗·伊莉莎白（1638年—1687年）